# Edmundo Paguaga Irías
Edmundo Paguaga Irías (* 1923; † 1. Juli 2008 in Ocotal) war ein Regierungsjuntamitglied in der Zeit der Diktatur des Somoza-Clans in Nicaragua.

## Leben
Edmundo Paguaga Irías war Mitglied der Partido Conservador Republicano und seit Ende der 1960er Abgeordneter im Parlament, er brachte den Antrag ein Ciudad Segovia in Ocotal umzubenennen.
1971 schloss Fernando Bernabé Agüero Rocha mit Anastasio Somoza Debayle den Pacto Kupia Kumi (Sprache der Miskito: ein Herz). Der Pakt spaltete die Partido Conservador. Zur ablehnenden Fraktion gehörte Pedro Chamorros Unión Democrática de Liberación (UDEL).
Als Fernando Bernabé Agüero Rocha im 1. März 1973 aus der Regierungsjunta austrat, übernahm Edmundo Paguaga Irías seine Funktion. Dieses Eintreten in den Pakt wurde im nicaraguanischen Volksmund „pata de gallina“, Hühnerfuß, nach einem beliebten Gericht benannt. Dies war eine Anspielung darauf, dass Anastasio Somoza Debayle das Huhn Partido Conservador vollständig inkorporiert hätte. Edmundo Paguaga Irías wurde für diesen Schritt von Pedro Chamorro kritisiert, da er dem Sirengesang gefolgt war.
Im August 1974 waren Präsidentschaftswahlen. Edmundo Paguaga Irías war der Kandidat der Partido Conservador Republicano. Anastasio Somoza Debayle war der Kandidat seiner Partei. Der Partido Liberal Nacionalista erhielt 748.985 Stimmen von 815.758.